# Polychelida
Polychelida é uma infraordem de crustáceos marinhos decápodes de águas profundas, maioritariamente conhecida do registo fóssil, o qual contém pelo menos 55 espécies descritas, a mais antiga das quais datada do Triássico Superior. Estão validamente descritas 38 espécies extantes, todas pertencentes à família Polychelidae.

## Descrição
Os grupos Polychelidae e Eryonoidea têm sido tradicionalmente incluídos na infraordem Palinura, em conjunto com as famílias Palinuridae (lagostas) e Scyllaridae (cavacos), sendo que esta última foi reposicionada na infraordem Achelata. Em 1995, Gerhard Scholtz e Stefan Richter, da Freie Universität Berlin (Universidade Livre de Berlim), demonstraram através de um estudo filogenético do agrupamento taxonómico "Reptantia" que, com aquela configuração, o agrupamento "Palinura" era parafilético. Em consequência aquele taxon foi abandonado e substituído pelo novo clade Polychelida.
As espécies agrupadas na infraordem Polychelida têm em comum a presença de pelo menos quatro pares de quelas (pinças). Com esta configuração, o agrupamento inclui cinco famílias, das quais apenas uma se conhece não estar extinta. As 38 espécies extantes são todas da família Polychelidae. O grupo tem um registo fóssil que se estende até ao Triássico Superior, e teve a sua máxima diversidade no Mesozoico.
Apesar das espécies extantes estarem todas circunscritas às águas profundas dos oceanos, o grupo parece ter as suas origens nas águas pouco profundas das regiões costeiras. Com o tempo, os olhos foram reduzidos em tamanho até ficarem em estado vestigial, atualmente uma das características das espécies extantes de Polychelidae, com o corpo estreitado e as quelas menos robustas. Entre as espécies extantes conhecidas, o estado mais plesiomórfico ocorre nas espécie do género Willemoesia.